# Białko G

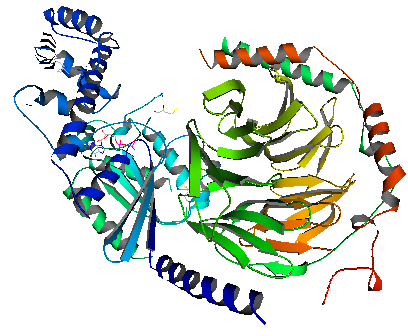
Struktura przestrzenna białka G

Białko G (starsza, obecnie niestosowana nazwa: białka N²) – białko adaptorowe dla receptora metabotropowego. Generalnie nazwą tą określa się dużą grupę polimorficznych białek charakteryzujących się aktywnością GTP-azy, czyli katalizujących hydrolizę GTP → GDP. Istnieje kilkanaście podtypów tych białek, różniących się sposobem pobudzenia i pobudzanym efektorem. Biorą udział w przekaźnictwie hormonalnym i mogą pobudzać lub hamować.
Białko G jest heterotrimerem zbudowanym z trzech podjednostek: α (połączonej z GDP), β i γ.

## Rodzaje
Gs – stymulujące

- dołącza się do receptora Rs
- podjednostka αs wiąże nukleotyd guanylanowy i ma aktywność GTP-azy; pobudza cyklazę adenylanową, zwiększając tworzenie cAMP
- podjednostki β i γ tworzą kompleks do którego przyłącza się podjednostka α po oddaniu GMP

Gi – hamujące

- podjednostka αi wiąże kompleks guanylanowy i ma aktywność GTP-azy; hamuje działanie cyklazy adenylowej, zmniejszając wytwarzanie cAMP
- podjednostki β i γ są takie same jak w Gs

## Działanie

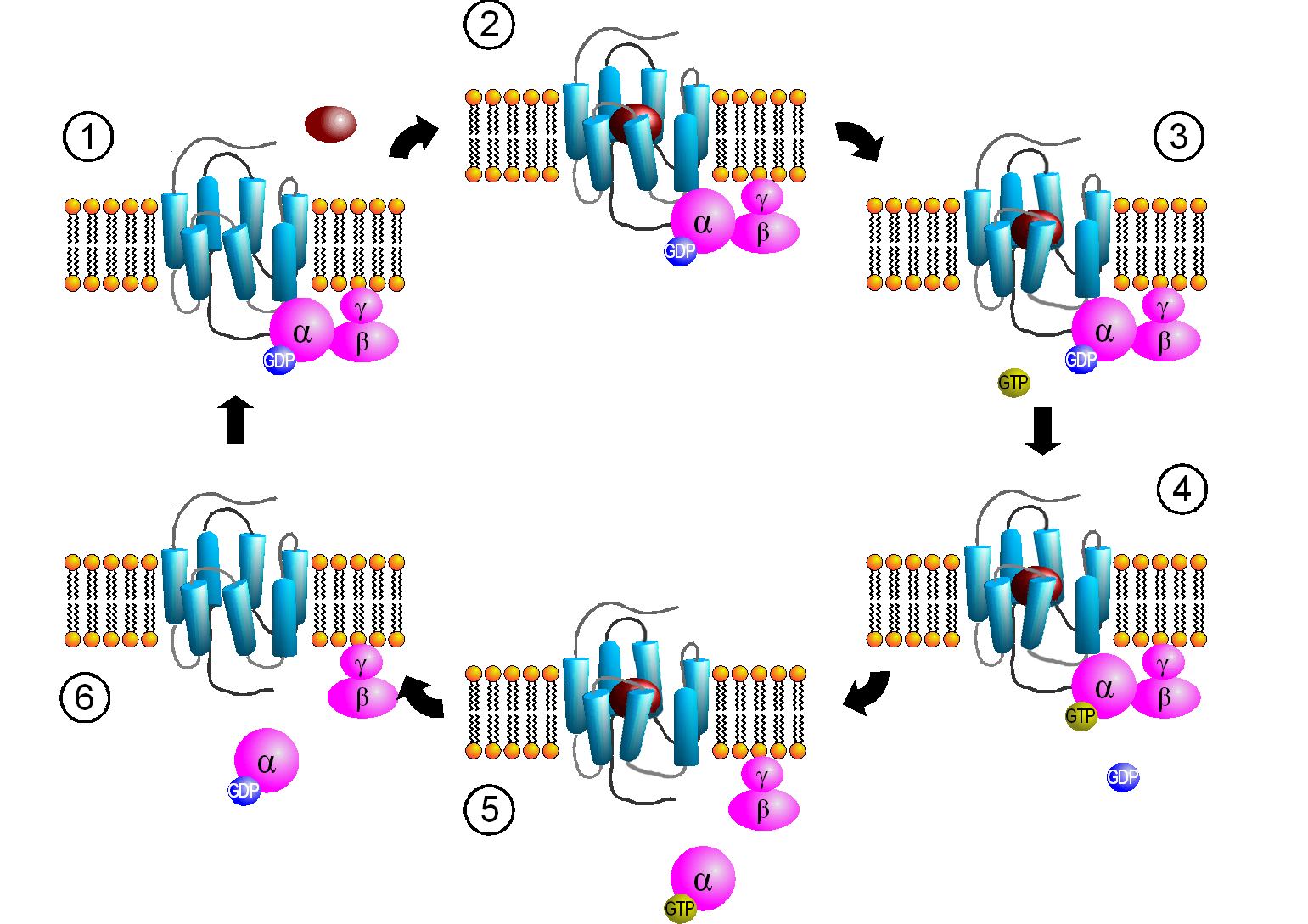
Cykl pracy białka G (opis w tekście)

Do zmienionej przez ligand zewnętrzny konformacji części wewnętrznej receptora metabotropowego przyłącza się podjednostka α, co powoduje aktywację białka G, czego efekty są następujące:
- GDP związany z podjednostką α zostaje wymieniony na GTP (3 → 4), po czym podjednostka α odłącza się od heterotrimerycznego kompleksu i tworzy zaktywowaną podjednostkę α (4 → 5)
- „osamotniony” heterodimer – kompleks βγ również staje się aktywny.

Obydwie aktywowane części rozdysocjowanego białka G napotykają specyficzne dla siebie białka efektorowe, uaktywniając je. Zaktywowana podjednostka α po przyłączeniu się do efektora, poprzez swoją aktywność GTP-azy hydrolizuje GTP  (5 → 6) i w efekcie:
- powstaje GDP
- podjednostka α staje się nieaktywna i
- przyłącza napotkany kompleks βγ, dezaktywując go (6 → 1).

Odtworzone, nieaktywne białko G jest gotowe do związania się z częścią wewnętrzną receptora metabotropowego (1 → 2) i rozpoczęcia kolejnego cyklu przekazywania sygnału.

## Znaczenie kliniczne
Zaburzenia w metabolizmie białka G występują w rzekomej niedoczynności przytarczyc, cholerze, krztuścu.
Pierwsze białko G zostało odkryte przez fizjologa amerykańskiego Alfreda Gilmana w końcu lat 70. XX wieku. W 1994 roku Alfred Gilman i Martin Rodbell otrzymali Nagrodę Nobla w dziedzinie fizjologii i medycyny za odkrycie i badania nad białkiem G.